# Kreminna
Kreminna (ukrajinsky Кремінна; rusky Кременная – Kremennaja) je město v Luhanské oblasti na Ukrajině. Leží na břehu Krasny v Donbasu zhruba 130 kilometrů severozápadně od Luhansku, správního střediska celé oblasti. V roce 2013 žilo v Kreminně přes dvacet tisíc obyvatel.
Městem je Kreminna od roku 1938.